# Епархия Сидона
Епархия Сидона (лат. Eparchia Sidoniensis Maronitarum) — епархия Маронитской католической церкви с центром в городе Сайда, Ливан. Кафедральным собором епархии Сидона является церковь святого пророка Илии.

## История
Первые сведения о епархии Сидона относятся к 1626 году, когда упоминается имя епископа Сидона Юсефа Халиба эль-Акури, который в 1646 году был избран антиохийским патриархом. Имя епископа Сидона Габриэля упоминается также в 1736 году, когда состоялся Синод Горного Ливана, в котором он участвовал. На Синоде Горного Ливана была проведена реорганизация маронитских церковных структур, после которой епархия Сидона стала иметь общую кафедру с архиепархией Тира.
18 февраля 1900 года епархия Сидона была отделена от архиепархии Тира.

## Ординарии епархии
- епископ Юсеф Халиб эль-Акури (1626 — 29.11.1646) — избран антиохийским патриархом;
- епископ Иоанн (упоминается в 1673 году);
- епископ Габриэль (упоминается в 1733 году);
  - Общая кафедра с архиепархией Тира (1736—1990);
- епископ Павел Басбус (18.02.1900 — 7.09.1918);
- епископ Августин Бостани (23.02.1919 — 30.10.1957);
- епископ Антоний Бутрос Кораих (25.11.1957 — 15.02.1975) — избран антиохийским патриархом;
- епископ Ибрагим Хелу (12.07.1975 — 3.02.1996);
- епископ Таниос эль-Хури (8.06.1996 — 28.12.2005);
- епископ Илия Нассар (28.12.2005 — 30.01.2017);
- епископ Марун Аммар (17.06.2017 — по настоящее время).

## Источник
- Annuario Pontificio, Libreria Editrice Vaticana, Città del Vaticano, 2003, ISBN 88-209-7422-3